# Doratocythere indistincta
Doratocythere indistincta is een mosselkreeftjessoort uit de familie van de Trachyleberididae. De wetenschappelijke naam van de soort is voor het eerst geldig gepubliceerd in 1990 door McKenzie, Reyment & Reyment.